# Nicolaas Listingh

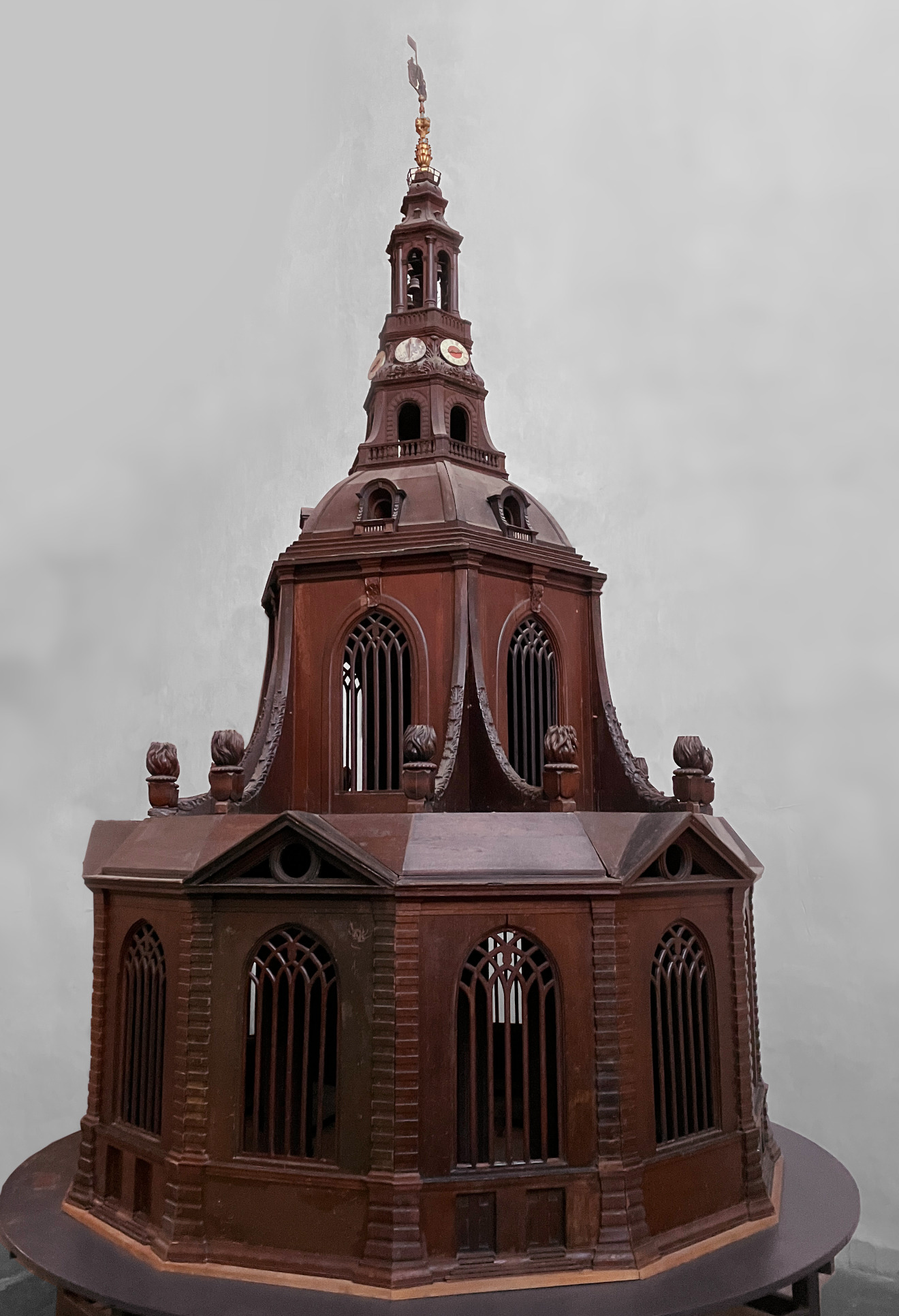
Maquette in de Oude Kerk van Amsterdam.

Nicolaas Listingh (Amsterdam, 1630 - aldaar, 1705) was een advocaat en notaris die plannen presenteerde voor een reusachtige koepelkerk op de Amsterdamse Botermarkt (het huidige Rembrandtplein). 

## Biografie
Listingh groeide op in de Lange Brugsteeg 11, waar zijn ouders een handel in kruidenierswaren dreven. Zijn eerste stappen in de richting van een universitaire studie deed hij waarschijnlijk aan de Latijnse school, waar hij mogelijk een begin heeft kunnen maken met een rechtenstudie. In 1653 werd hij notaris en na zijn academische rechtenstudie in Leiden in 1660 werd hij tevens advocaat. Als notaris begeleidde hij in 1658 het faillissement van  Rembrandt. Middels een constructie, waarbij Rembrandts bezittingen werden overgedragen aan zijn zoon  Titus en Hendrickje Stoffels, kon de schilder enigszins ontsnappen aan zijn schuldeisers. Ook daarna bleef Listingh adviseur over de financiën van Rembrandt en zijn familie. Verder was hij actief bij het onderhoud van de  Oude Kerk aan de Oude-Zijds Voorburgwal, waarvan hij kerkmeester was. Hij begeleidde reparaties en verbouwingen aan de kerk, en zette zich in voor de uitbreiding van het orgel. In 1663 trouwde hij met Geertruyt Spiegel, met wie hij vanaf 1668 aan de Herengracht 179 woonde. Het huwelijk bleef (waarschijnlijk) kinderloos. Geertruyts' vader was burgemeester van Amsterdam geweest, maar leefde inmiddels in onmin met de stadsbestuurders. Listingh heeft nooit een functie binnen het stadsbestuur gehad omdat zijn schoonvader in ongenade was gevallen.

### Geplande bouwprojecten
Listinghs' ouders waren door succesvolle zaken rijk geworden en hij was bij de dood van zijn vader in 1662 de enige erfgenaam. Hierdoor kon hij zich uitleven in liefhebberijen, waarvan de architectuur de voornaamste was. Tevens beschouwde hij zichzelf als een verdienstelijk architect. Hij heeft dan ook diverse ontwerpen van gebouwen gemaakt, die echter nooit zijn gerealiseerd. Toen in de jaren '90 de dakbalken boven de burgerzaal van het  stadhuis na slechts veertig jaar al verrot bleken te zijn diende Listingh in 1699 bij het stadsbestuur een ontwerp in voor een nieuw dak met lichtkoepel. De stadsbestuurders zagen er echter niets in, en lieten het herstel aan het dak over aan de stadstimmerlieden. Listingh was ook actief in het bedenken van een effectieve zeewering van de Muider Zeedijk, maar plannen en tekeningen die hij hiervan bij het Hoogheemraadschap indiende vonden geen gehoor.

### Koepelkerk

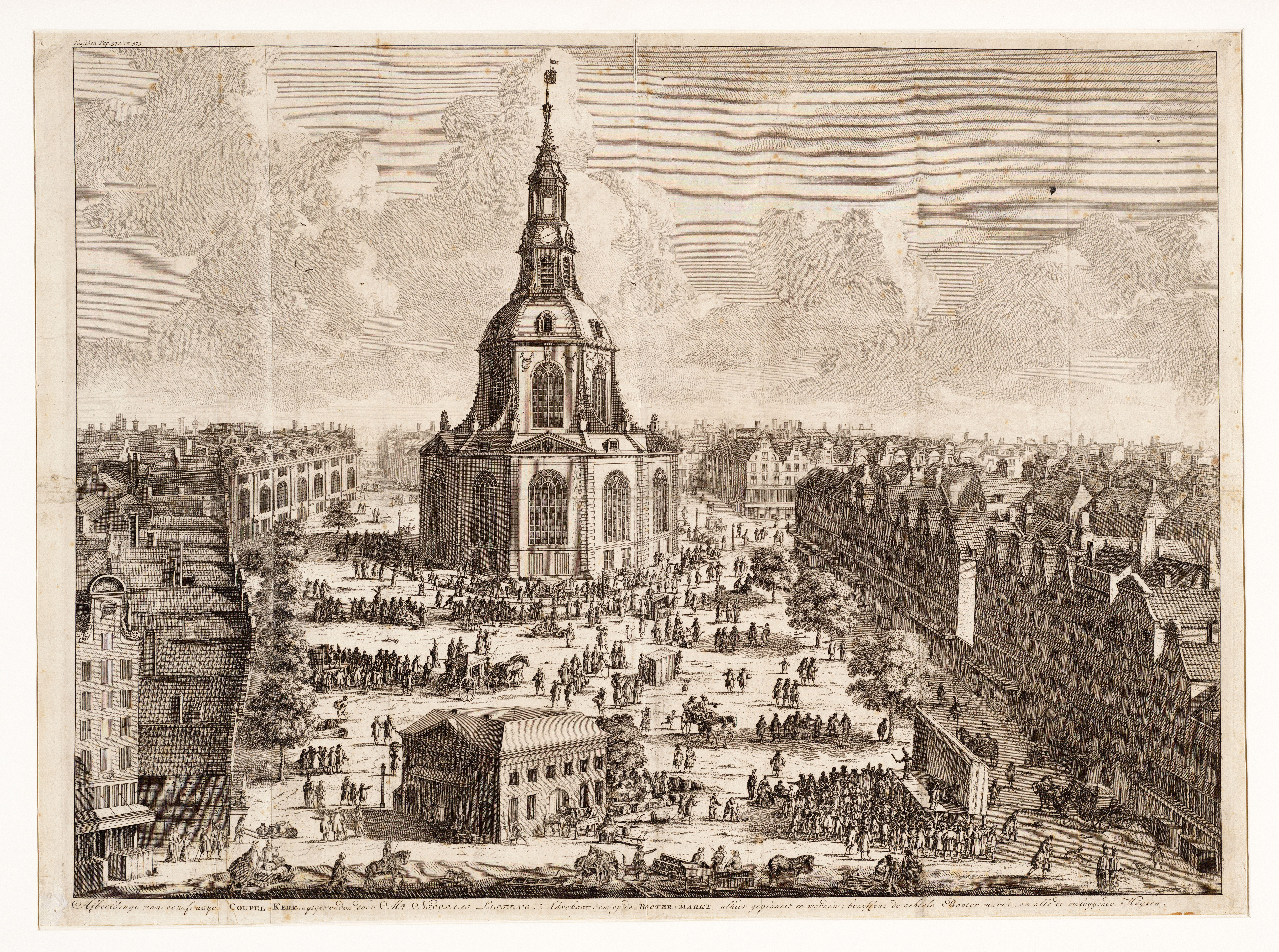
Gravure door Daniël Stopendaal van de geplande kerk op de Botermarkt.

Listingh is echter onsterfelijk geworden met zijn ontwerp voor een reusachtige koepelkerk die op de Amsterdamse Botermarkt (het huidige  Rembrandtplein) zou moeten komen. De twaalfhoekige plattegrond van deze beoogde centraalbouw zou een doorsnede krijgen van maar liefst 52 meter. De toren bovenop de koepel zou tot 90 meter de hoogte in gaan, waarmee het als hoogste gebouw van Amsterdam het silhouet van de stad volledig zou gaan beheersen. Ter vergelijking: de tot dusver grootste plattegrond van een koepelgebouw in de noordelijke Nederlanden was de Marekerk (Leiden) met een doorsnede van 30 meter en een hoogte van 55 meter. De twaalfhoekige bouwconstructie zou voortgezet worden in een zeshoekige  tamboer. Deze bovenbouw zou geflankeerd worden door twaalf concaaf uitzwenkende  steunberen: per twee aan elk van de zes hoeken, versierd door gevlamde vazen aan de voeten van deze steunberen. Op de bovenbouw werd een koepel geprojecteerd, bekroond door een klokkentoren, bestaande uit drie korte geledingen, met een sierlijke spits er bovenop. Het interieur van de kerk moest plaats gaan bieden aan maar liefst 3200 kerkgangers, verdeeld over de begane grond en een galerij die als een cirkel rondom de omgang zou komen.
Om zijn plannen aan de man te brengen liet Listingh door Daniël Stopendaal een serie prenten maken van perspectieftekening, voor- en zijaanzicht, plattegrond, doorsnede en nog diverse andere bijzonderheden, die hij in 1695 aanbood aan het stadsbestuur. Tevens liet hij een houten maquette bouwen op een schaal van 1/18, de grootste maquette (bijna 5 meter hoog) hier te lande. Diverse afdrukken van de prenten worden bewaard in het stadsarchief en het schaalmodel bevindt zich in de  Oude Kerk.
Het lijkt een megalomaan plan te zijn geweest, maar afgezien van eventuele technische onvolkomenheden, en gezien de tijd waarin Listingh leefde, was het project niet helemaal onrealistisch. Vanaf de jaren 60 werkte de stad aan het invullen van de vierde en laatste grote stadsuitleg van de grachtengordel, tussen de Leidse Gracht en de Nieuwe Vaart. De stadsarchitect, Daniël Stalpaert, projecteerde hier vier kerken, waarvan er slechts één - de  Oosterkerk - werd gerealiseerd. In afwachting tot de bouw van de andere drie kerken werd op het Amstelveld een tijdelijke kerk neergezet, de  Amstelkerk, die overigens nooit meer is afgebroken. Vanaf die jaren moet onder de Amsterdamse elite het idee zijn ontstaan om in plaats van drie kerken één grote kerk neer te zetten. Met dat idee is Listingh aan de slag gegaan en heeft hij zijn plannen aan het stadsbestuur op papier en in hout gepresenteerd. De ideeën om zo'n kerk te bouwen hebben mogelijk ook wel geleefd onder de stadsbestuurders, want aan Listingh is voor de prenten en het schaalmodel wel een vergoeding uitgekeerd. Maar voor de uiteindelijke realisatie is geen enkele concrete stap uitgevoerd.
Amsterdam was een van de grootste steden ter wereld, en de bouw van een dergelijke grote kerk paste bij de status van de stad. Amsterdam, zo dacht men, zou de protestantse tegenvoeter bouwen van de Romeinse Sint-Pietersbasiliek, het  Pantheon, en de Florentijnse Santa Maria del Fiore. Tenslotte had Amsterdam een kleine halve eeuw eerder het grootste stadhuis ter wereld gebouwd, en deze kerk was daar min of meer een logisch gevolg van. Uiteindelijk is het er niet van gekomen.  St. Paul's in Londen werd ten tijde van Listinghs plannen reeds gebouwd, en in Dresden verrees zo'n veertig jaar later de  Frauenkirche, een koepelkerk van afmetingen die vergelijkbaar zijn met Listinghs kerk. Dát waren in de achttiende eeuw de protestantse tegenvoeters van de Zuid-Europese koepelkerken.
Een belangrijke reden van het niet-doorgaan van het kerkbouwproject is dat de groei van de stad Amsterdam vanaf het laatste kwart van de 17e eeuw stagneerde en rond 1730 min of meer tot stilstand kwam. Het laatste deel van de vierde uitleg werd ten slotte niet meer bebouwd, maar als park ingericht waar later de Hortus en Artis werden aangelegd.
Het koepelkerkproject van Listingh laat goed zien hoe men hier te lande het ideale kerkgebouw zag: een centraalbouw (gelijk lengte en breedte), bekroond met omgang en koepel. De kerk van Listingh is duidelijk geïnspireerd op de Leidse  Marekerk: een onderbouw met versmalde tamboer, waar omheen (in dat geval 8) concaaf uitzwenkende steunberen.
Zonder dat enig bouwkundig project tot realisatie is gekomen stierf Nicolaas Listingh in 1705 in zijn huis aan de Herengracht. Zijn vrouw was al eerder in 1701 was overleden. Hun gezamenlijke graf met rijk versierde zerk bevindt zich in de  Oude Kerk.